# Trimetilantimon
Trimetilantimon je organsko jedinjenje, koje sadrži 3 atoma ugljenika i ima molekulsku masu od 166,864 .

## Osobine
| Particioni koeficijent ( | 1,2 |
| Rastvorljivost (logS, log(mol/L))       | 0,7 |
| Polarna površina (PSA, Å2)  | 0,0 |

## Literatura
- Clayden, Jonathan; Greeves, Nick; Warren, Stuart; Wothers, Peter (2001). Organic Chemistry (I изд.). Oxford University Press. ISBN 978-0-19-850346-0.
- Smith, Michael B.; March, Jerry (2007). Advanced Organic Chemistry: Reactions, Mechanisms, and Structure (6th изд.). New York: Wiley-Interscience. ISBN 0-471-72091-7.